# 사방비코발트광
사방비코발트광(Safflorite)은 코발트나 철이 비소와 화합물을 이룬 것이다. 비니켈광과 연속적인 유질동상을 이루는 비코발트광과 화학조성은 같으나 사방정계에 속하고 있어 사방비코발트광이라고 한다. 영문명인 Safflorite는 코발트의 비소산물을 의미하는 독일어에서 온 것으로 1835년 독일 작센의 쉰베르크 지구에서 처음으로 기재되었다.
순수한 사발비코발트광은 CoAs2이나 철이 흔히 포함되여 들어간다. 이론조성은 순수한 사발비코발트광에서 코발트 28.23 %, 비소 71.77 %이다. 철은 18%까지 포함할 수 있다. 니켈이나 황이 유질동상의 혼입물로 될 수 있으며 비스무트나 구리가 기계적 혼입물로 들어간다.
결정형태는 사방정계, 공간군은 PbCm이다. 단위포의 크기는 a = 5.173 Å, b = 5.954 Å, c = 2.999 Å; Z = 2. 잘 나타나는 면은 c(001) e(101) m(110)이다.
색은 납과 같은 회색이며 조흔색은 회흑색이다. 금속광택을 내는 불투명광물이다. 연마편에서 푸르스름한 백색을 내며 반사능은 녹색광 58%, 귤색광 52%, 적색광 51.5%이다. 복반사는 약하다.
HNO3에 녹으면 용액이 장미색을 낸다. 취관분석시 자성구를 형성하며 녹는다.
사방비코발트광은 흔히 니켈과 코발트의 비화물들과 밀접한 관계를 가지고 있으며, 니켈-코발트, 은-니켈-코발트의 열수광상에서 자연은, 휘은, 자연비스무트, 비철광과 공생한다. 방해석, 은광물에 의해 교대된다. 풍화되면 코발트와 비소의 이차광물인 코발트화(Erythrite)가 난다.

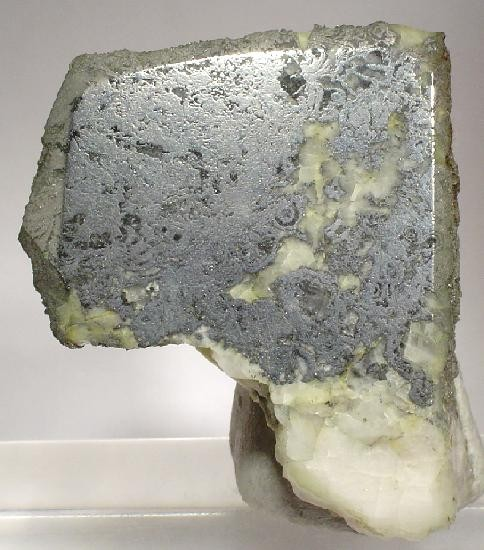
하르츠 산에서 나는 사방비코발트광의 연마된 표본

## 산출지
한반도에서는 함경남도 단천시 가원리, 함경북도 회령시 원산리, 량강도 혜산시 마산동 혜산광상에서 나고 있다.
함남 단천의 사방비코발트광은 마천령계의 변성암들에 포함된 함동자류철광광석에서 황동광, 황철광 등과 공생한다.
함북 회령의 사방비코발트광은 상부 고생대 두만강암군의 섬록암에서 황동광, 황철광, 각섬석, 전기석 등과 함께 난다.
량강도 혜산광상의 사방비코발트광은 마천령계 남대천통 편암, 규암과의 접촉부나 파쇄대를 따라 발달한 동광대에서 나고 있다.

## 참고 문헌
- 서왈선 외. 조선광물지 (1) 과학기술출판사.1994, p. 240-242